# تریش گاف
تریش گاف (انگلیسی: Trish Goff؛ زادهٔ ۸ ژوئن ۱۹۷۶) یک هنرپیشه، و مانکن (فرد) اهل ایالات متحده آمریکا است. 